# Clinopodium hintoniorum
Clinopodium hintoniorum là một loài thực vật có hoa trong họ Hoa môi. Loài này được (B.L.Turner) Govaerts mô tả khoa học đầu tiên năm 1999.